# Mikroregion Pernštejn
Mikroregion Pernštejn je svazek obcí v okresu Brno-venkov a okresu Žďár nad Sázavou, jeho sídlem je Nedvědice. Sdružuje celkem 10 obcí a byl založen v roce 2007.

## Obce sdružené v mikroregionu
- Býšovec
- Černvír
- Doubravník
- Drahonín
- Nedvědice
- Olší
- Pernštejnské Jestřabí
- Sejřek
- Skorotice
- Ujčov